# سراجلو
سراجلو یا سوروجر یکی از روستاهای استان آذربایجان شرقی است که در دهستان آذغان بخش مرکزی شهرستان اهر واقع شده‌است.این روستا ۱۱۳ الی ۳۱۷  نفر جمعیت دارد.